# Son œuvre
Pour plus de détails, voir Fiche technique et Distribution.
Son œuvre (The Only Woman) est un film américain de Sidney Olcott sorti en 1924, avec Norma Talmadge dans le rôle principal.

## Fiche technique
- Réalisation : Sidney Olcott
- Scénario : C. Gardner Sullivan
- Directeur de la photo : Tony Gaudio
- Costumes : Gretl Urban
- Distribution : First National Pictures
- Longueur : 6 770 pieds, 7 bobines
- Dates de sortie :
  - États-Unis : 26 octobre 1924 (New York)
  - France : 5 septembre 1925 (Paris)

## Distribution
- Norma Talmadge : Helen Brinsley
- Eugene O'Brien : Rex Harrington
- Edwards Davis : Fighting "Jerry" Harrington, le père de Rex
- Winter Hall : William Brinsley
- Matthew Betz : Ole Hansen
- E. H. Calvert : Rodnet Blake
- Stella Di Luni : Bing
- Murdock MacQuarrie : le capitaine du Yacht
- Rev. Neal Dodd : le pasteur
- Brooks Benedict : le premier officier
- Charles O'Malley: le pasteur

## Anecdotes
Le film a été tourné aux United Studios, 5341, Melrose Avenue, Hollywood.
Une copie appartenant à la collection Rohauer (aujourd'hui Cohen) est conservée à la Bibliothèque du Congrès.